# 社稷
社稷是中國古代君主的祭壇。“社”指社神，土地之神。“稷”指谷类「粟」，即小米，亦指「稷神」，即穀物之神。中國古代國君都祭社稷，祈求風調雨順、五穀豐收；後來就用“社稷”代指“國家”。

## 簡介
「社神」在殷商已受崇拜。殷商的最高神是「上帝」，自然神中，社是最重要的，被視作守護神。社神和祖靈，是殷商崇拜的兩大焦點。
有人說稷神是后稷，也有人說是神農氏，又稱炎帝。也有人說神農氏的後裔「后土」是社神，「柱」是稷神。
炎帝后裔「柱」能植五穀、百蔬，故祀以为稷，被尊奉为谷物之神。神農氏后裔还有共工氏，以善于平治水土著称。其子曰句龍，被尊稱為后土，后来被尊奉为社神。对以农业立国的国家和民族来说，土地和粮食是社会经济的基础，是社会发展和兴衰存亡至关重要的因素。所以在中国社稷即国家的代名词。
在周代，社和稷被一起崇拜，合稱「社稷」。周天子會在冬至和夏至每年兩次祭祀社稷。社稷在露天的祭壇崇拜，祖先則進入祖廟崇拜。社稷之壇在王宮之西，祖廟在王宮之東，二者構成國家的一對象徵。
《周礼·小宗伯》：“掌建国之神位，右社稷，左宗庙。”國家的君王，稱為社稷主；中國的天子，稱為天下主。社稷主的名號是侯；天下主的名號是王。誰夠資格稱為天下主？誰夠資格稱為社稷主？乃是有條件的，《老子》第七十八章說：“是以聖人云：受國之垢，是謂社稷主；受國不祥，是謂天下主。正言若反。”不論是天下主或是社稷主，都必須承擔危難災禍屈辱，而不是坐享安榮舒適。
现今北京中山公园内，仍有社稷坛及国土象徵的五色土。